# Dicrania plaumanni
Dicrania plaumanni är en skalbaggsart som beskrevs av Frey 1972. Dicrania plaumanni ingår i släktet Dicrania och familjen Melolonthidae. Inga underarter finns listade i Catalogue of Life.